# Molfar
Molfar — спільнота OSINT, що налічує 35 аналітиків та понад 200 волонтерів, що займаються:
- ідентифікацією військових злочинців[3][4][5];
- спростуванням російської пропаганди[6][7][8][9];
- розслідуванням військових злочинів[6][10][11];
- збиранням повного архіву подій повномасштабної війни[2];
- зведенням переліку недружніх до України суб'єктів[12][13][14].

Компанія надає послуги у галузі конкурентної розвідки, підготовки OSINT-фахівців, послуги галузевої аналітики, аналізу вразливостей інформаційних систем, захисту персональних даних, пошуку інформації по відкритих джерелах та закритих реєстрах, підготовки звітів по компаніях та людях зі збереженням анонімності замовника.
Офіс компанії знаходиться у Києві.

## Історія
2014 року троє майбутніх співробітників компанії сформували відділ з конкурентної розвідки в рамках інвестиційного фонду Noosphere Ventures. 2019 року в результаті MBO, Артем Старосєк створює компанію Molfar.
У червні 2020 року Molfar увійшла до списку стартапів екосистеми Kyiv Landscape 2020, створеної глобальною консалтинговою платформою TNW X. Екосистема представлена у співробітництві з TechUkraine і Center42 у рамках проекту Tech Cities of the Future.
У січні 2021 року журнал AIN опублікував розслідування Molfar, згідно з яким справжнє ім'я російського веб-художника Дюрана — Баїр Раднаєв, незабаром після цього свою особу підтвердив і сам художник.
У вересні 2021 року Офіс Трансформації та Molfar підготували спільне розслідування корупційної діяльності першого заступника голови КМДА Миколи Поворозника на загальну суму 50 мільйонів гривень.

### Компанія Molfar під час російського вторгнення в Україну (2022)
З 24 лютого команда Molfar приєдналася до кіберспротиву повномасштабної російської агресії в Україні.
З самого початку війни компанія Molfar надає на безоплатній основі військову аналітику українським медіа, і розповсюджує інформацію про головні військові події в Україні серед представників міжнародних коаліцій, послів країн ЄС в Україні та міжнародних організацій, що розслідують військові злочини. Зокрема таких компаній як Bellingcat, The Times і The Guardian та «Коаліції 5 ранку» –інформацію про співпрацю із міжнародними компаніями підтвердила Дар'я Вербицька голова відділу PR компанії Molfar.

#### Військові розслідування
- Розвінчання пропагандистського блоку російських провладних медіа на прикладі публікацій у оперативних соцмережах[35].
- Розслідування дій російської армії під час вторгнення в Україну на рівні міжнародних законів та норм міжнародного права[9].
- Розслідування послідовності дій російських пропагандистів, завдяки яким російська влада виправдовує початок війни у сусідніх державах і обстріл цивільних об'єктів[7][8].
- Розслідування обстрілу Драматичного театру в Маріуполі спільно із газетою The Times[36][6].
- Розслідування фактів злочинного обстрілу пологового будинку в Маріуполі[11].
- Розслідування обстрілу центральної площі в Донецьку за допомогою ракетного комплексу Точка-У[10].
- Розслідування катування цивільних громадян військовими злочинцями на окупованій території за участі Італійського фотографа Габріеле Мікаліцці[fr][37].
- Оперативне розслідування по ідентифікації корегувальника ствольної артилерії та крилатих ракет за допомогою пошука по соцмережах, дії корегувальника призвели до знищення ТРК «Ретровіль» в місті Київ.[38].

Також компанія Molfar активно займається збором та підтвердженням позицій міжнародних компаній, публічних осіб та медійних особистостей щодо їх ставлення до збройної агресії рф в Україні. Для публікації інформації був створений спеціальний ресурс, який називається «Зрадник серед нас»..
Військові розслідування компанії Molfar використовують міжнародні медіа. Зокрема британська газета The Times допомогла компанії: 

— спростувати брехню про обстріл пологового будинку в Маріуполі; 

— розповсюдити правду про звірства російських злочинців в Бучі.
Також спільно із українськими медіа та незалежними організаціями компанія Molfar займається ідентифікацією військових злочинців — як простих солдат, так і офіцерського складу, зокрема капітанів ВМФ РФ — для передачі знайдених даних у міжнародну прокуратуру з метою розслідування злочинів та винесення вироків.
8 квітня 2024 року в The Economist вийшла стаття в якій представники компанії розказали, як ШІ в реалізації SemanticForce допомагає у створенні звітів про діяльність російських волонтерських груп, які збирають кошти та готують пакети допомоги для найбільш потребуючих ділянок фронту. За словами Мольфара, алгоритми добре відкидають потенційно оманливі повідомлення ботів.
З 2024 року по січень 2025 року силами Molfar знайшли 500 вкрадених рф дітей. 20 з них уже вдома.
17 січня 2025 року на сайті вийшла стаття про “Безпілотні системи” Росії — мережа компаній, якій вдається маневрувати між санкціями про їх керівників та відсутність санкцій до них.

## Назва
Molfar — це написана латинкою назва українських міфічних магів, чаклунів та пророків, які називали себе мольфарами. За легендами мольфари могли передбачити майбутнє.